# General McPherson
La General McPherson fu una nave in servizio alla marina statunitense nell'area della baia di San Francisco. Venne dedicata al generale James Birdseye McPherson, una delle principali figure della guerra civile americana. La vaporiera, con capacità di carico di 109 tonnellate, era ancorata al molo 7. Era una nave di dimensioni ridotte, definita "non più grande di un rimorchio".
La nave era il principale mezzo di trasporto per accedere all'Isola di Alcatraz durante il periodo in cui sull'isola fu un forte militare dopo la sua entrata in servizio nel 1867. Oltre al trasporto passeggeri, la barca era adibita al trasporto di rifornimenti militari e di acqua. Un programma del 1885 mostra come la nave fosse solita viaggiare tra San Francisco, Fort Mason, il Presidio, l'Isola di Alcatraz e Angel Island due volte al giorno ed impiegava 20 minuti per portarsi da Camp Reynolds a Washington Street Wharf.
Il 2 febbraio 1869, il vascello venne pesantemente danneggiato per una collisione accidentale con la nave britannica Duke of Edinburgh. La nave venne riparata e continuò la sua attività sino al 1886, quando venne sostituita dalla General McDowell e successivamente venduta nel 1887.